# 平谷川瀬
平谷川瀬（たいら やがわせ）は、福島県いわき市の大字である。郵便番号は970-8036。

## 地理
いわき市中央部の平地区に属し、地区内西部に位置する。北で平、東で平南白土、南東で平下荒川、南で平上荒川、明治団地、西で内郷小島町、小島町とそれぞれ隣接する。概ね町村制施行以前の磐前郡谷川瀬村の流れを汲む地域である。夏井川支流の新川の右岸に沿う平地とその南部の丘陵地帯を範囲とする。平競輪場の開設と鹿島街道の開通に伴い市街化が急速に進んだほか、1980年代に現在の福島県道26号小名浜平線や都市計画道路内郷駅平線といった大規模な街路整備を伴う土地区画整理事業により、スーパーセンター谷川瀬（現在のヨークタウン谷川瀬）をはじめとした大規模なロードサイド店が建ち並ぶようになり、平市街地南部有数の商業地となっている。内郷御厩町に所在するいわき中央警察署及び平字正内町に所在する平消防署がそれぞれ管轄にあたる。

### 主な字
字
- 明治町
- 仲山町
- 泉町
- 与力

- 吉野作
- 西作
- 堂ノ入
- 植田

- 根木作
- 田中内
- 塚ノ町

字の表記がなされない地区
- 平谷川瀬一丁目
- 平谷川瀬二丁目
- 平谷川瀬三丁目

## 河川・水路
- 新川

## 歴史
- 1879年1月27日 - 平藩領谷川瀬村が福島県内における郡区町村制の施行により磐前郡の村となる[4]。
- 1889年4月1日 - 町村制の施行により谷川瀬村が北白土村、南白土村、上荒川村、下荒川村、、中山村、小泉村、吉野谷村、上高久村と合併し、磐前郡飯野村が発足する。旧谷川瀬村域は飯野村の大字となる[4]。
- 1896年4月1日 - 磐前郡と周辺郡との合併により石城郡が発足し、石城郡飯野村となる[4]。
- 1906年5月 - 3月に起工した耕地整理事業のために谷川瀬組合が設立される[5]。
- 1909年12月 - 耕地整理事業の施工が認可され、翌年3月までに換地処分が行われる。これに伴い字名改称が行われ、字明治町（明治時代に耕地整理が完了したため）、三十九（さんぞく）町（明治39年に耕地整理が完了したため）、仲山町（組合役員の仲田、山崎、両氏から）、双藤町（組合役員の須藤、佐藤、両氏から）、泉町（組合長の永山泉七郎から）が設置される[5]。
- 1935年 - 前年12月に都市計画福島地方委員会より大字谷川瀬を平都市計画区域として組み込むことについて諮問されたことを受け飯野村議会による協議が行われ、全村単位での区域指定を希望したため反対の意向を示す[5]。
- 1950年4月1日 - 飯野村が平市と合併し、平市の大字となる[4]。
- 1952年2月 - 平競輪場が開設される[5]。
- 1966年
  - 4月 - 鹿島街道が開通する[5]。
  - 10月1日 - 平市が磐城市・常磐市・内郷市・勿来市、石城郡小川町・遠野町・四倉町・川前村・田人村・好間村・三和村、双葉郡久之浜町・大久村と合併しいわき市となり、いわき市平地区の大字となる[4]。
- 1971年3月 - 約39haに及ぶ平南部第二土地区画整理事業が都市計画決定され、同年9月に事業認可が下りる。[5]。
- 1974年 - 南部の丘陵地が造成完了に伴い明治団地として分離される[4]。
- 1981年10月 - 藤越ショッピングセンター谷川瀬が開店する[5]。
- 1988年3月 - 現在の福島県道26号小名浜平線が開通する[5]。
- 1993年5月 - 都市計画道路内郷駅平線のうち字明治町から鹿島街道までの399mが部分開通する[5]。
- 1995年 - 都市計画道路内郷駅平線のうち鹿島街道から小名浜平線三倉橋南までの5.4kmが開通する（内郷駅～谷川瀬間全線開通）[5]。
- 2018年2月 - 平南部第二土地区画整理事業の換地処分に伴い、谷川瀬一丁目～三丁目が設置される[5]。
  - 平谷川瀬一丁目 - 字明治町、字三十九町、字西作、平字釜ノ内のそれぞれ一部[6]
  - 平谷川瀬二丁目 - 字三十九町、字仲山町、字双藤町、字泉町、字与力、字堂ノ入、字植田、平字釜ノ内のそれぞれ一部[6]
  - 平谷川瀬三丁目 - 字仲山町、字双藤町、字泉町、字与力、字塚ノ町のそれぞれ一部[6]

## 世帯数と人口
2023年10月31日現在の世帯数と人口は以下の通りである。
| 大字     | 世帯数  | 人口   |
| -------- | ------- | ------ |
| 平谷川瀬 | 811世帯 | 1420人 |

## 小・中学校の学区
市立小・中学校に通う場合、学区は以下の通りとなる。
| 番地                   | 小学校                 | 中学校                 |
| ---------------------- | ---------------------- | ---------------------- |
| 一丁目の一部、字根木作 | いわき市立平第一小学校 | いわき市立平第一中学校 |
| 上記を除く             | いわき市立平第五小学校 | いわき市立平第三中学校 |

## 交通

### 道路
- 福島県道26号小名浜平線
  - 八ツ坂トンネル
  - 三倉橋
- 福島県道241号下高久谷川瀬線
- 一級市道内郷平線
- いわき市道十五町目若葉台線（鹿島街道）

### バス
新常磐交通路線バス
- （いわき駅、平商方面） - 双藤町 - 八ツ坂団地入口 - （いわきニュータウン・平工・小名浜方面）
  - ＮＴ～八ツ坂～平商業高校
  - いわき駅～平工～玉川～小名浜
  - 小名浜～鹿島～ＮＴ～昌平中高
  - 赤井岳下～いわき駅～平工業高校
- （いわき駅方面） - 谷川瀬 - ヨークタウン谷川瀬 - 八ツ坂団地入口 - （いわきニュータウン・豊間・小名浜方面）
  - ＮＴ～八ツ坂～いわき～昌平中高
  - いわき駅～八ツ坂～飯野～ＮＴ
  - いわき駅～豊間～江名～小名浜
  - いわき駅～豊間～小名浜～泉駅
  - 小名浜～江名～いわき駅～平商
  - 泉駅～江名～平工業高～いわき駅
  - 平市内循環：外回り
- （いわき駅・内郷駅・好間工業団地方面） - 競輪場前 - （いわきニュータウン・若葉台・小名浜方面）
  - ＮＴ～いわき駅～好間工業団地
  - ＮＴ～いわき駅～内郷駅
  - ＮＴ～高専～いわき駅～磐城高校
  - ＮＴ～内郷駅
  - いわき～鹿島ＳＣ～中央営～江名
  - いわき駅～医療創生大～ラパーク
  - いわき駅～医療創生大～光洋高
  - いわき駅～玉川中央～小名浜
  - いわき駅～高専～飯野～ＮＴ
  - いわき駅～鹿島ＳＣ～洋向台
  - いわき駅～若葉台
  - いわき駅～若葉台～海星高校
  - いわき駅～若葉台～洋向台
  - 海星高校～鹿島ＳＣ～いわき駅
  - 小名浜～玉川～鹿島～昌平中高
  - 小名浜～玉川～鹿島～平商

## 施設
- いわき市立平第三中学校
- いわき平競輪場
- 東邦銀行 谷川瀬支店
- ヨークベニマル 谷川瀬店
- 洋服の青山 いわき平店
- トイザらス いわき店
- ユニクロ いわき平店
- ケーズデンキ いわき本店
- ネッツトヨタノヴェルふくしま いわき平店
- 日本キリスト教団磐城教会
- 浄土宗真乗寺